# Kostel svaté Maří Magdalény (Druztová)
Kostel svaté Maří Magdalény je římskokatolický kostel v Druztové. Od roku 1958 je spolu s márnicí a ohradní zdí chráněn jako kulturní památka.

## Historie
Kostel je původně gotická stavba, kterou, se svolením arcibiskupa, nechal vystavět v roce 1351 Racek ze Švamberka. Dříve, než byl kostel postaven, sloužil pro věřící z Druztové kostel v Dýšině, ale časté povodně řeky Berounky ho činily obtížně přístupným. V nově postaveném kostele v Druztové se stal prvním duchovním v letech 1351–1360 farář Jan, jenž zajišťoval duchovní správu pro hrad Věžka a vesnice Druztová a Dolany. I když se současnosti nachází kostel asi 200 metrů od východního okraje obce, v době jeho založení ho obklopovaly dřevěné domky obyvatel vesnice a v blízkosti stála i fara. V období husitských válek byl však kostel pobořen a fara zanikla.
Barokní přestavba kostela pochází ze 17. století. V roce 1632 byl zaklenut presbytář a v roce 1699 byl kostel rozšířen a přestavěn. V roce 1701 byl kostel povýšen na farní a v Druztové byla z rozhodnutí purkmistra rady města Plzně zřízena samostatná fara. Hřbitovní márnice v blízkosti kostela pochází z 1. poloviny 18. století. Poslední opravy kostela proběhly na konci 20. století, kdy byla v roce 1995 opravena šindelová střecha věže a v roce 2000 střecha kostela.

## Stavební podoba
Loď kostela je vystavěna na obdélníkovém půdorysu. Na východě k lodi navazuje užší, trojboce uzavřené, presbyterium a v ose jeho závěru se nachází sakristie. Na západní straně má kostel průčelí s jednoduchým štítem, nad nímž se tyčí malá hranolová věž s cibulovou bání. Loď kostela má sedlovou střechu pokrytou keramickou střešní krytinou. Rovněž sedlová, ale nižší je střecha presbytáře. Fasáda kostela je prostá, je členěna jen polokruhově ukončenými okny a opěráky v presbytáři.
Kostel je obklopen hřbitovem, který ohrazen zdí. V ohrazeném areálu stojí také barokní márnice.

## Interiér kostela
Vnitřní výbava kostela byla doplňována od 18. století až po 20. století. Nejstarší částí vybavení kostela je raně barokní kazatelna s boltcovým ornamentem a přemalovanými obrazy Krista a apoštolů. Vedlejší oltář svatého Martina umístěný pravé straně lodi pochází z druhé  poloviny 17. století, zatímco baldachýnový oltář se zasklenou skříní umístěný na levé straně lodi je z doby kolem roku 1720. Kamenná křtitelnice s železným víkem pochází z přelomu 18. a 19. století. Hlavní oltář je pseudogotický z roku 1906. Varhany byly zhotoveny v roce 1912 F. Helfertem.

## Galerie

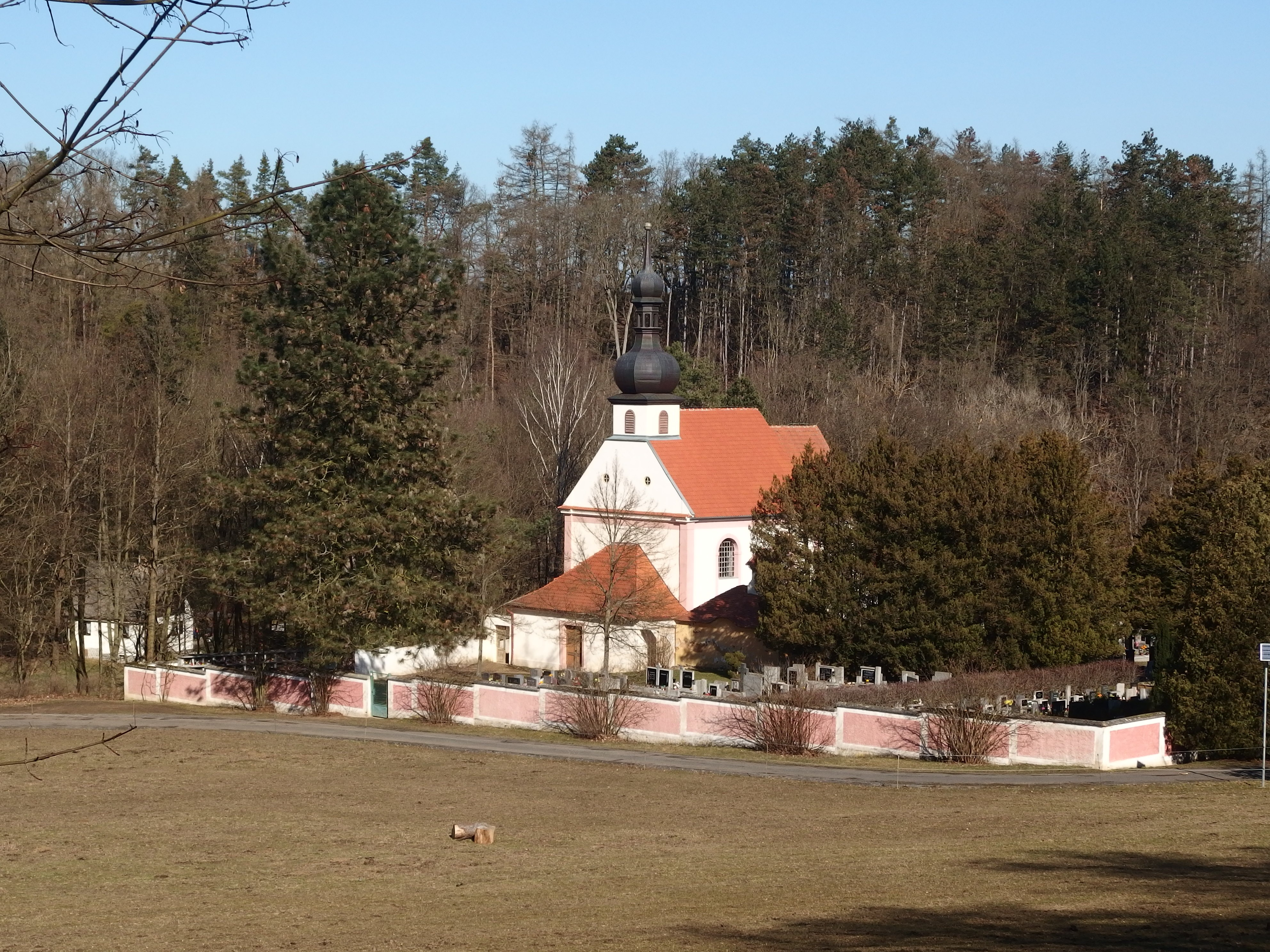
Celkový pohled na kostel od obce Druztová
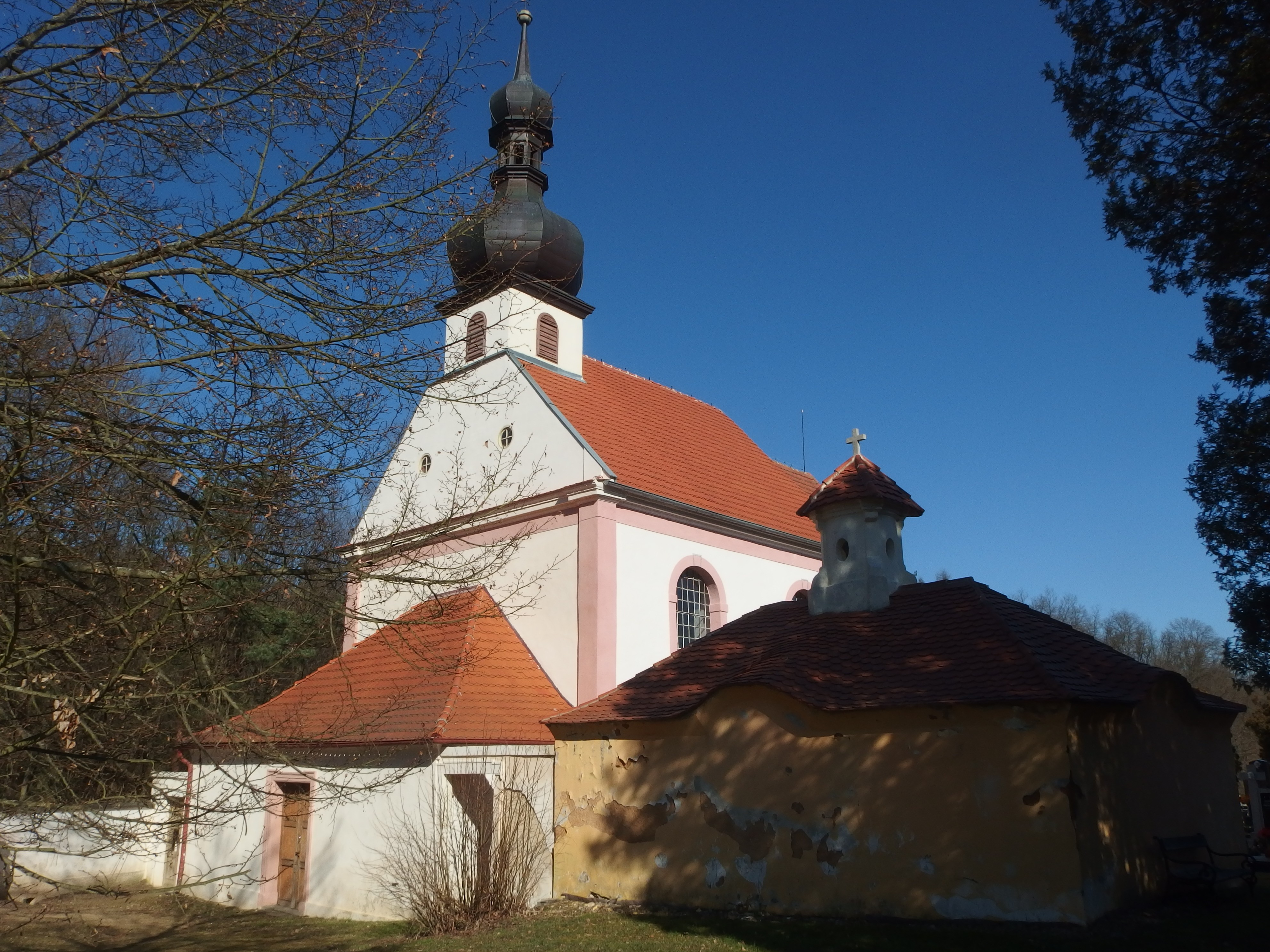
Pohled na kostel a márnici od jihozápadu
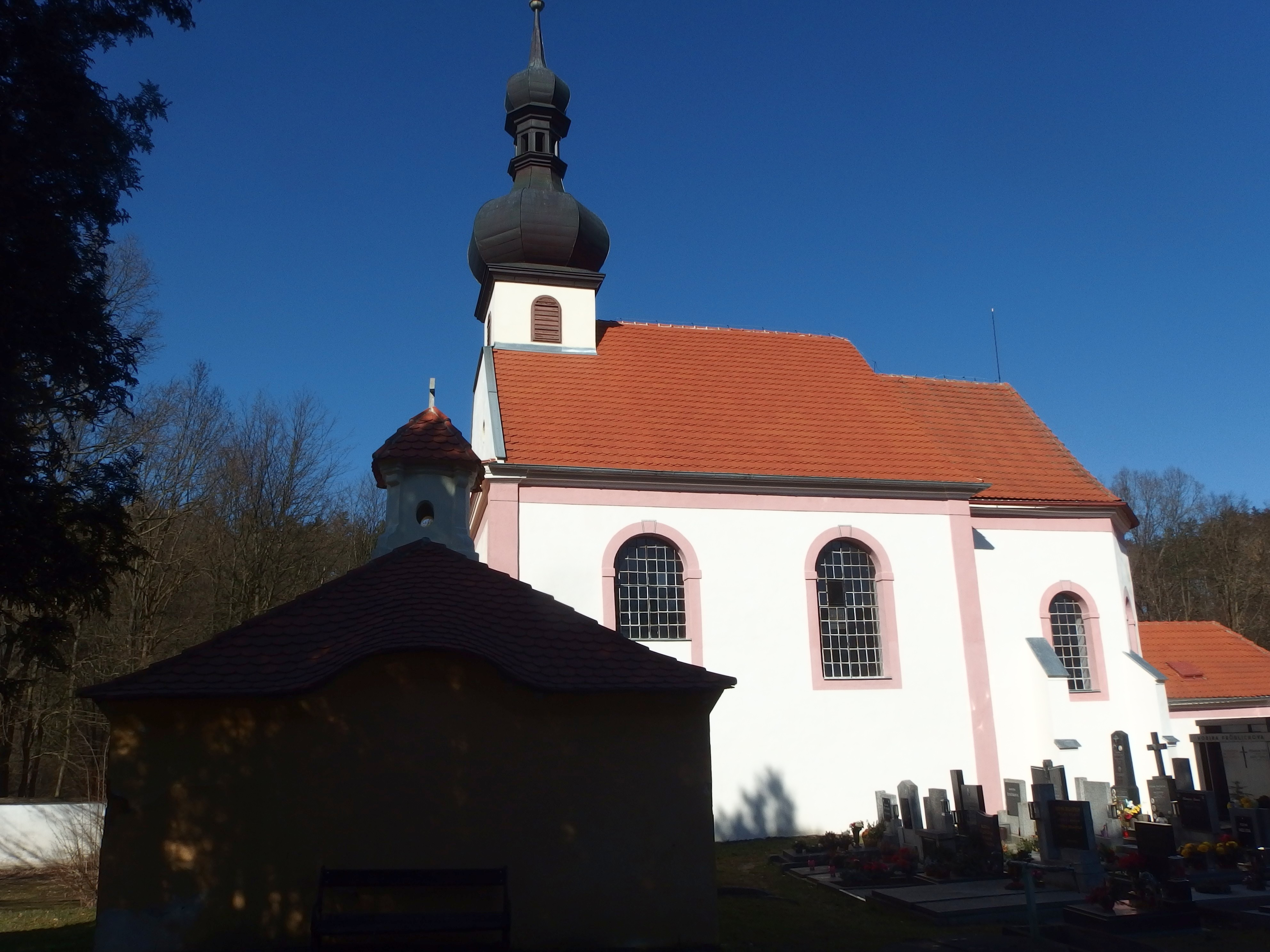
Pohled na kostel a márnici od jihu
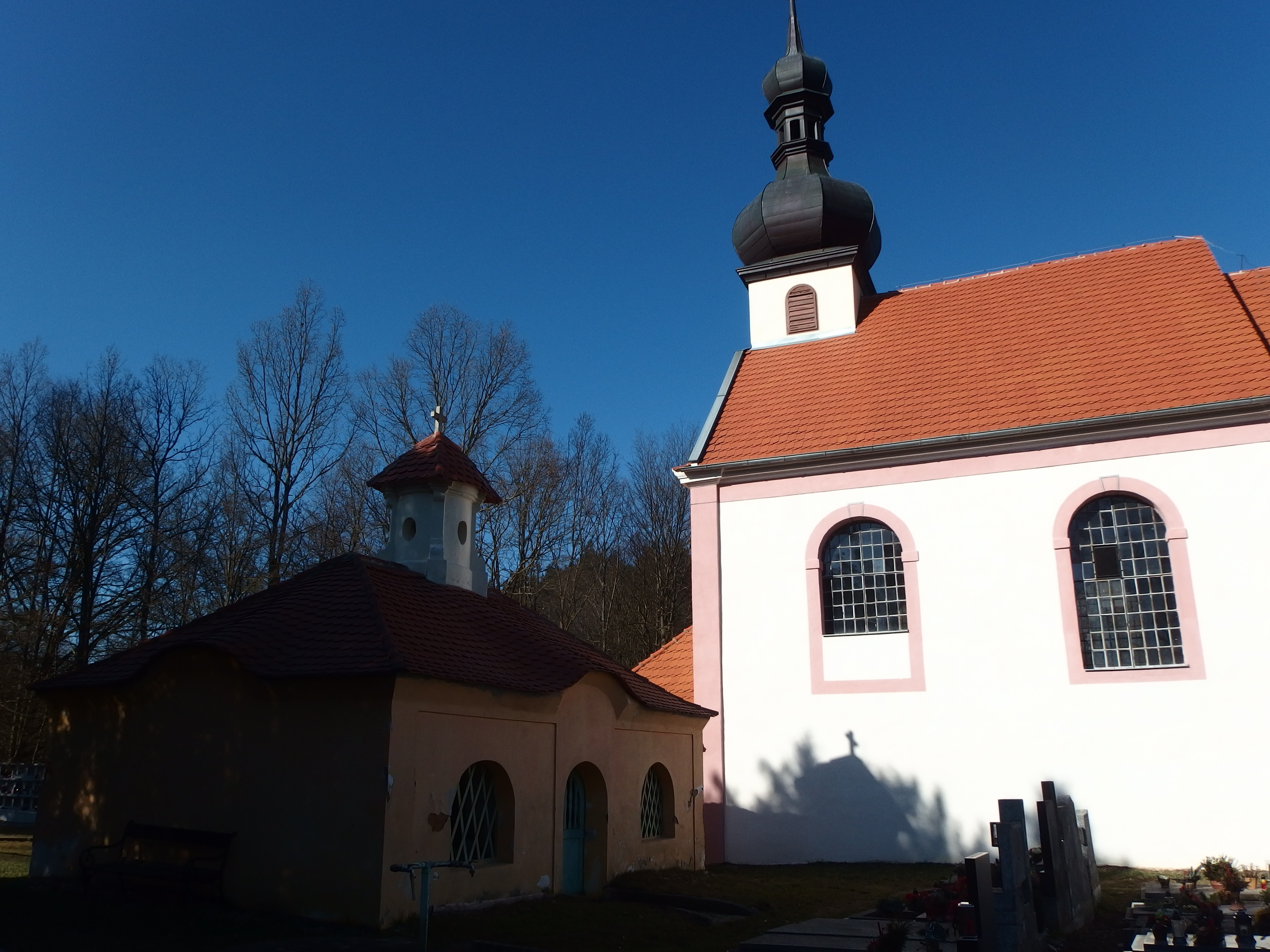
Pohled na kostel a márnici od jihovýchodu
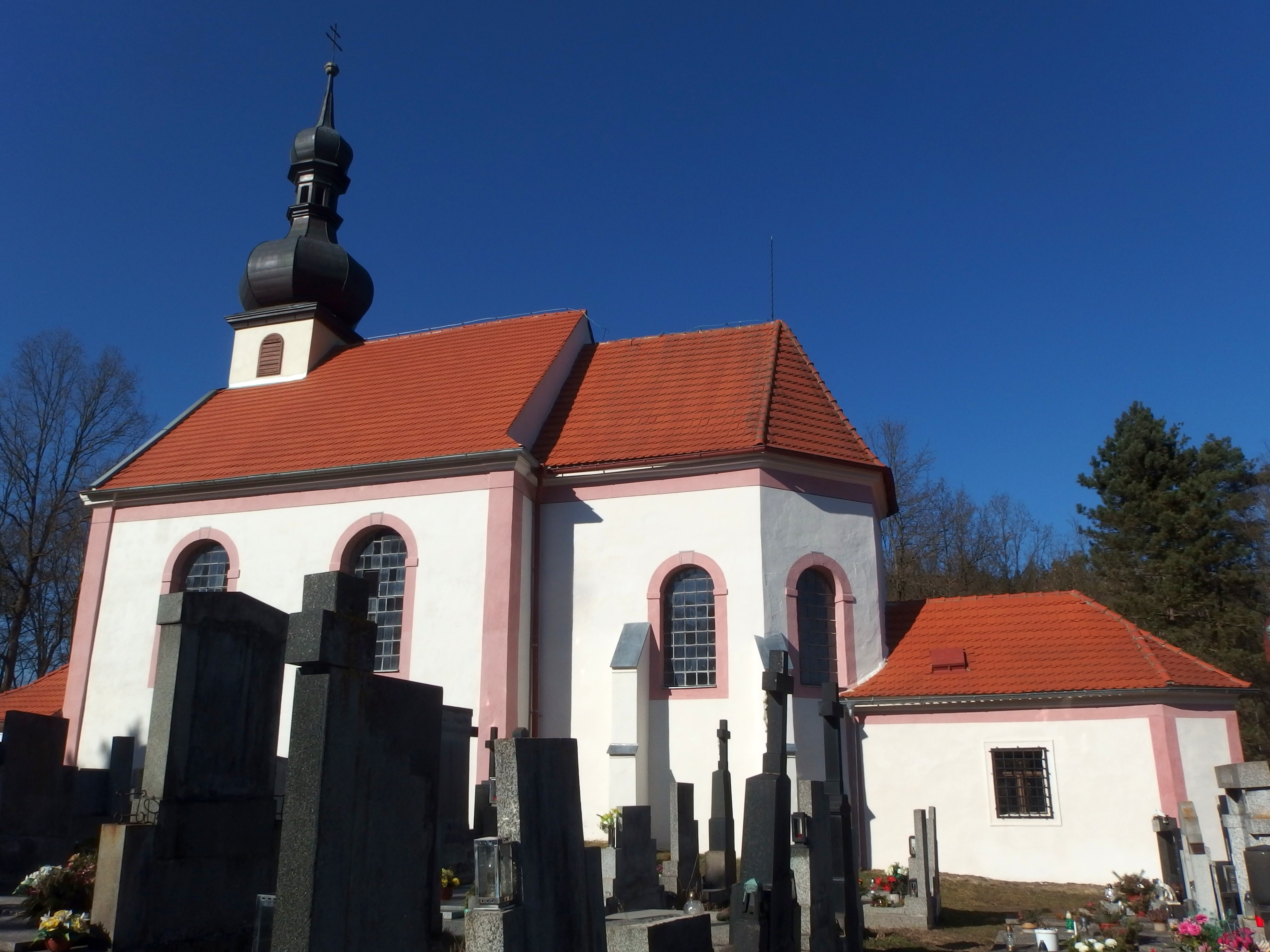
Pohled na kostel a sakristii od jihovýchodu
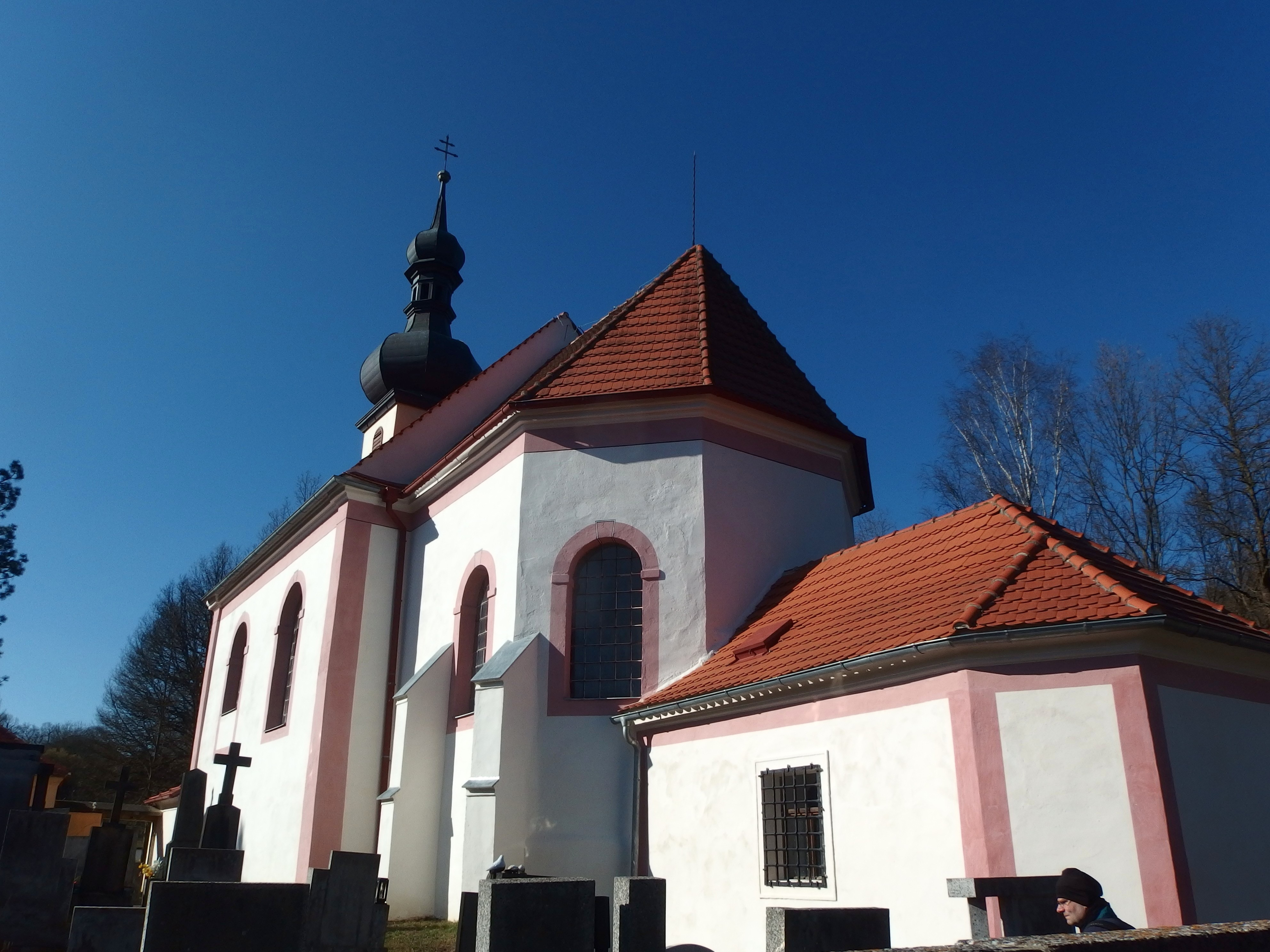
Pohled na kostel a sakristii od východu
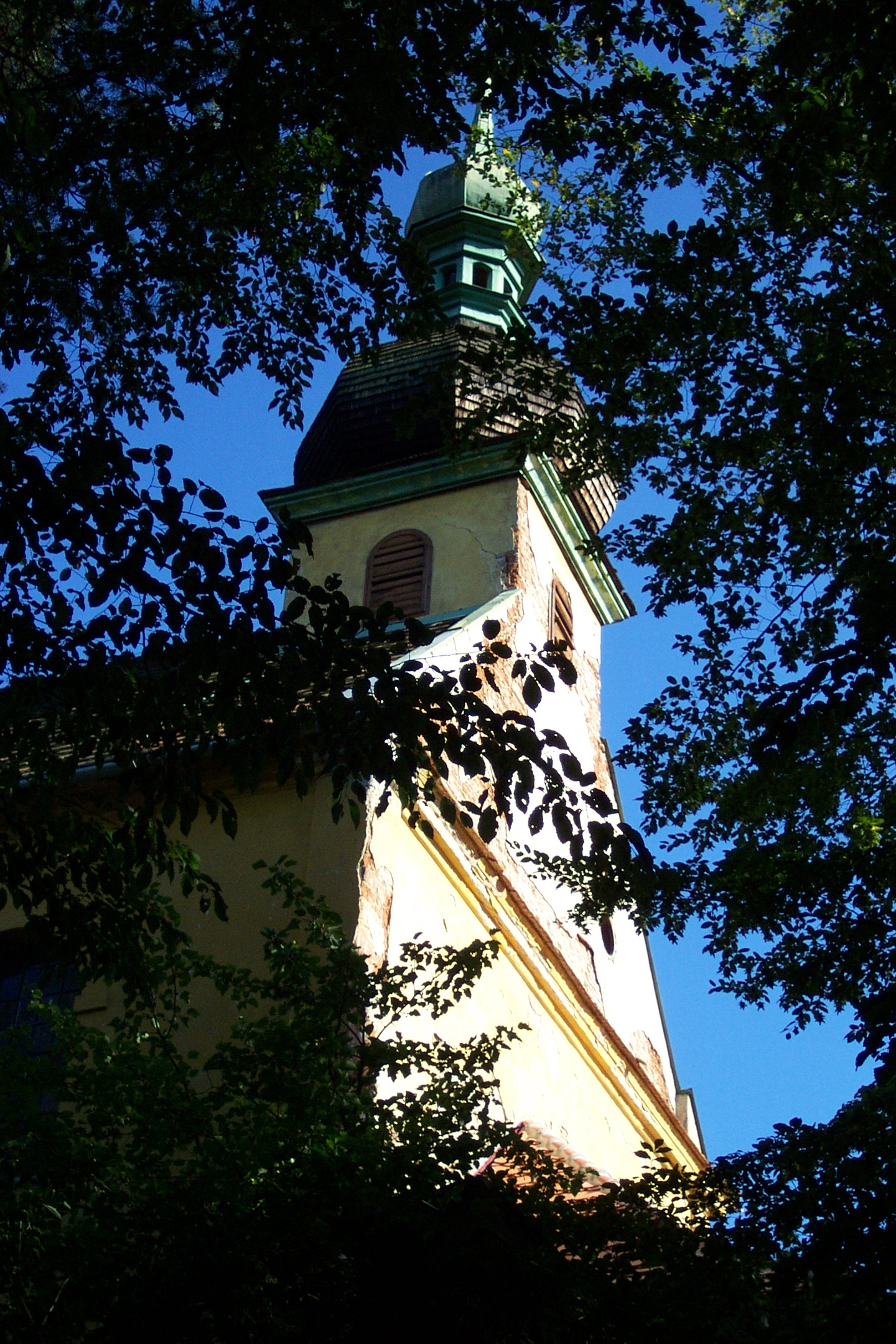
Pohled na věž kostela od severozápadu
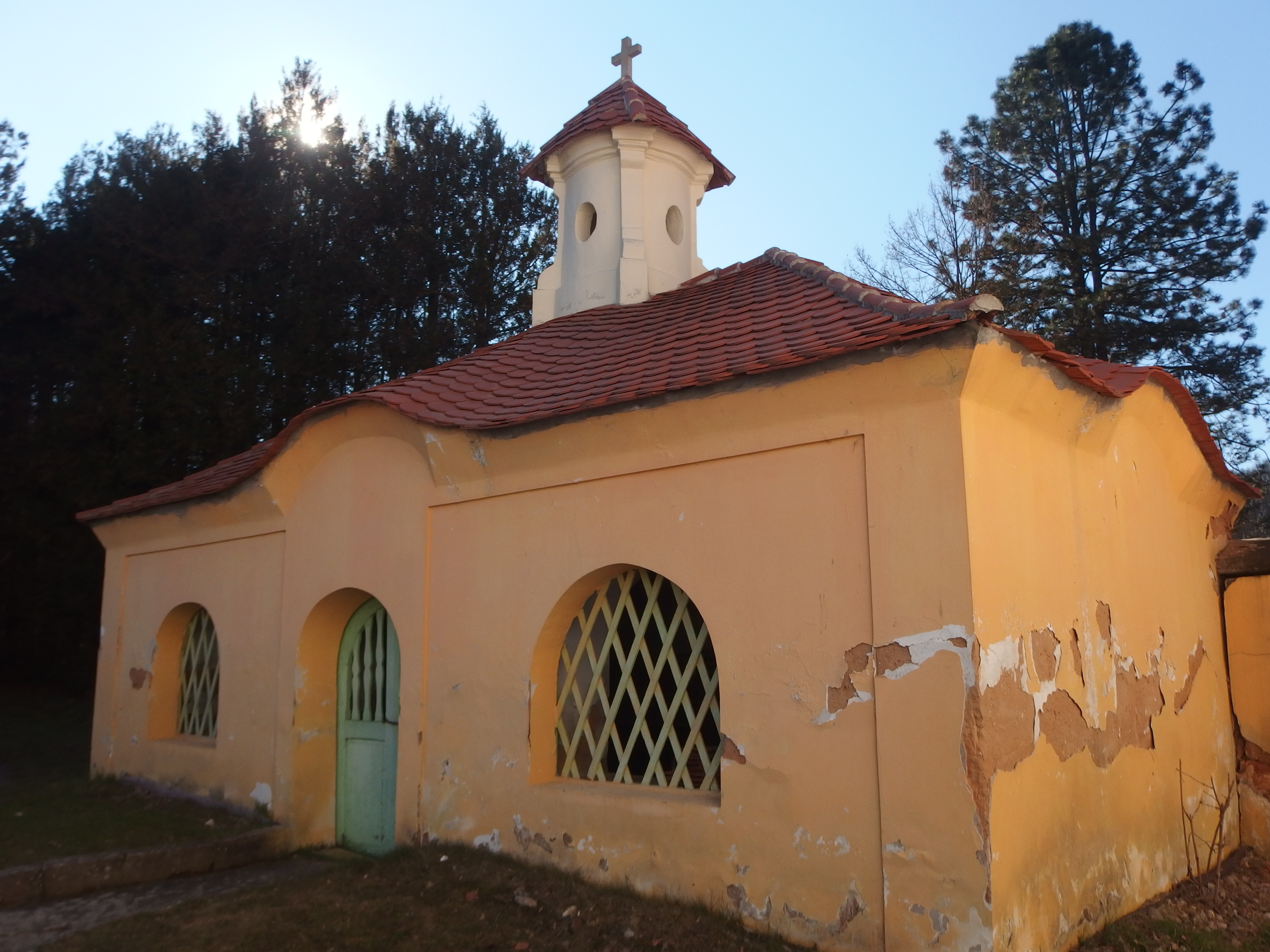
Pohled na márnici od severovýchodu
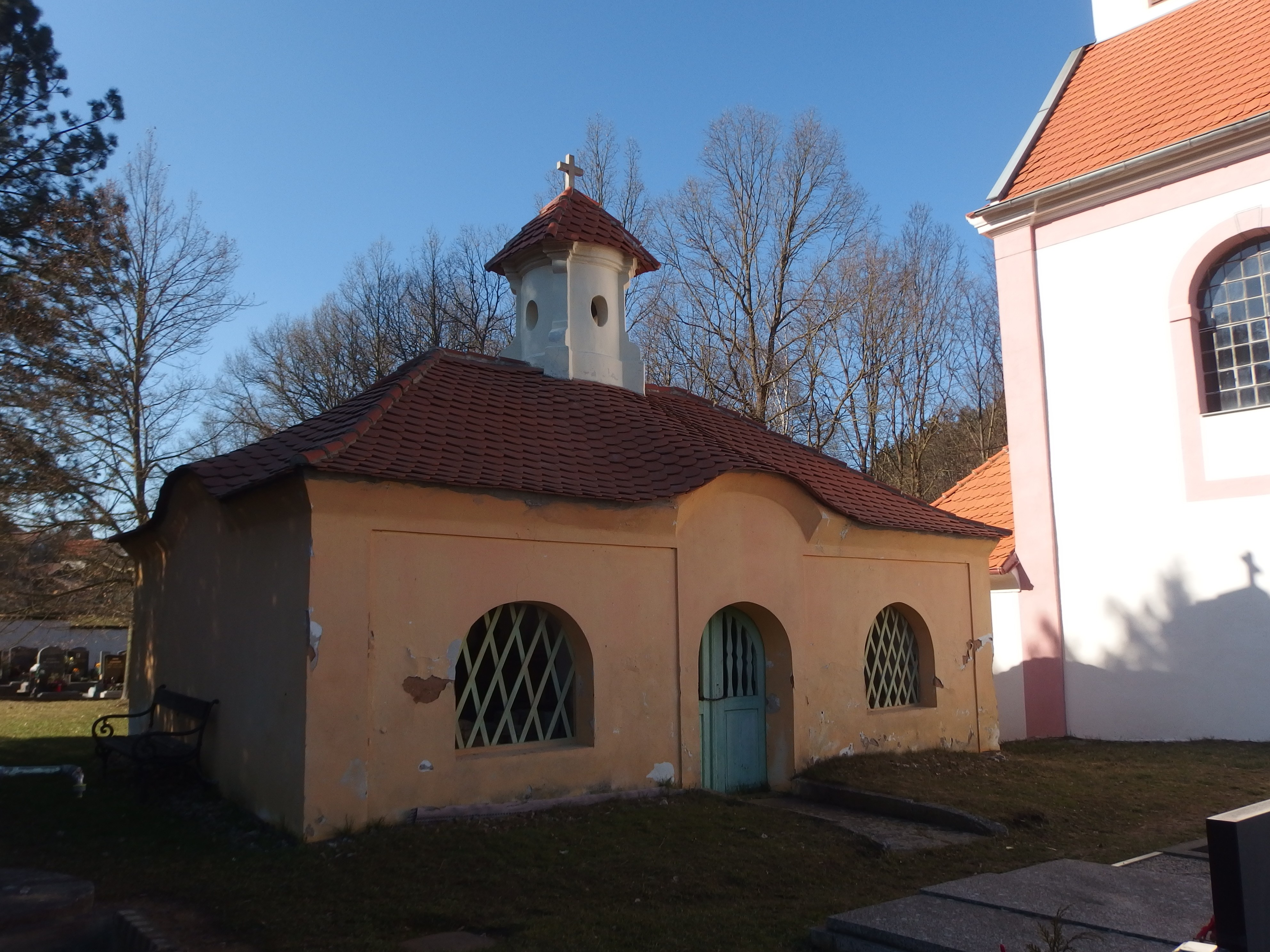
Pohled na márnici od jihovýchodu
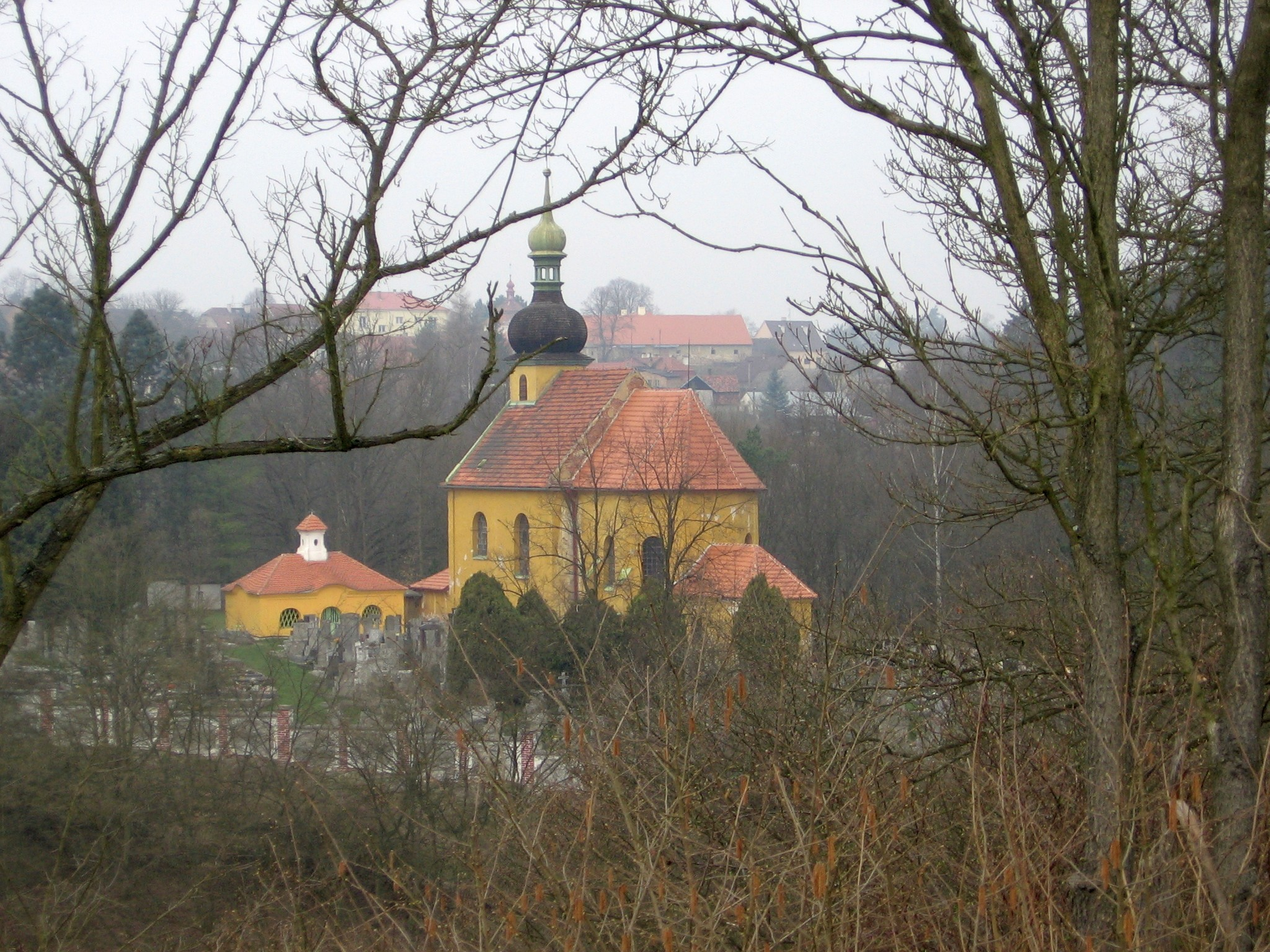
Celkový pohled na kostel od hradu Věžka